# Trương Dũng (chủ nhà hàng)
Trương Dũng (张勇, sinh năm 1971) là doanh nhân người gốc Tứ Xuyên, Trung Quốc mang quốc tịch Singapore, chủ sở hữu hệ thống nhà hàng lẩu Tứ Xuyên, Haidilao. Năm 2019, ông trở thành người đứng đầu trong danh sách "50 người giàu nhất Singapore" của Forbes và trở thành người giàu nhất Singapore.

## Tiểu sử
Trước đây, Trương Dũng là một thợ hàn điện ở Giản Dương, Tứ Xuyên. Sau đó, ông bắt đầu mở quán ăn bán món lẩu đường phố Ma lạt thang với bốn bàn bên đường. 
Tháng 3 năm 1994, Trương Dũng và vợ đã kêu gọi được hai người bạn cùng lớp là Shi Yonghong và Li Haiyan góp vốn thành lập Haidilao, một doanh nghiệp phục vụ chủ yếu là món lẩu kiểu Tứ Xuyên. Ban đầu Trương Dũng không trực tiếp làm, về sau ông bắt đầu tham gia chế biến, tay phải chế biến đồ ăn còn tay trái cầm sách hướng dẫn. Nhờ thái độ phục vụ tốt và tốc độ phục vụ nhanh, khách hàng của Haidilao tăng dần lên và ngay cả khi nhà hàng làm chưa tốt, khách vẫn sẵn sàng chỉ bảo cho họ.
Năm 2012, Trương Dũng nhận giải Giải thưởng Lãnh đạo xuất sắc nhất do Tạp chí Trung Ngoại bầu chọn.

## Gia đình
Trương Dũng có một người vợ tên là Thư Bình (舒萍) và một con trai. Các thành viên trong gia đình có quốc tịch Singapore. Trương Dũng hiện đi lại giữa hai nước Trung Quốc và Singapore, còn vợ con sống ở Singapore.